# Cinasas reguladas por señales extracelulares
En biología molecular, las cinasas reguladas por señales extracelulares (o ERK) o cinasas clásicas (MAP), son moléculas de señalización intracelular de proteínas cinasas, que se expresan ampliamente y están implicadas en funciones que incluyen la regulación de la meiosis, mitosis, y funciones postmitóticas en células diferenciadas. Son muchos los estímulos diferentes, incluidos factores de crecimiento, citoquinas, infección por virus, ligandos para los receptores acoplados de la proteína G heterotrimérica, agentes de transformación y carcinógenos, los que activan la vía ERK. El término «cinasas reguladas por señal extracelular» en ocasiones se utiliza como sinónimo de proteína cinasa activada por mitógenos (MAPK, por sus siglas en inglés), pero recientemente se ha impuesto para un subconjunto específico de la familia MAPK de mamíferos. En la vía MAPK/ERK, Ras activa la c-Raf, seguida de la proteína cinasa cinasa activada por mitógenos (abreviada como MKK, MEK o MAP2K) y luego de MAPK1/2 (a continuación). El Ras normalmente se activa por las hormonas del crecimiento, a través de los receptores cinasa tirosina y GRB2/SOS, pero también puede recibir otras señales. Está comprobado que las ERK activan muchos factores de transcripción, como es el ELK1 y algunas proteínas cinasas posteriores.
La alteración de la vía ERK es común en los cánceres, especialmente en los de Ras, c-Raf y receptores como el HER2.

## Proteína cinasa 1 activada por mitógenos
La proteína cinasa 1 activada por mitógenos (MAPK1) también se conoce como cinasa 2 regulada por señal extracelular (ERK2). Dos proteínas 
cinasas similares con un 85% de similitud de secuencia se llamaron en un principio ERK1 y ERK2. Se descubrieron durante una búsqueda de proteínas cinasas que fosforilan rápidamente, tras la activación de tirosina quinasa de la superficie celular, como el receptor del factor de crecimiento epidérmico. La fosforilación de las ERK lleva a la activación de sus actividades cinasas. 
Son complejos los sucesos moleculares que enlazan los receptores de la superficie celular con la activación de las ERKS. Se descubrió que la proteína de enlace RAS GTP está relacionada con la activación de las ERK. Se demostró que otra proteína cinasa, la RAF-1, fosforila una cinasa-cinasa MAP, por lo que se califica de cinasa-MAP». La cinasa-MAP, que activa la ERK, se denominó «MAPK/ERK cinasa» (MEK). Las tirosinas cinasas enlazadas a receptores, Ras, MEK y MAPK, podían encajarse en una cascada de señalización que enlaza una señal extracelular con la activación MAPK. Véase: vía MAPK/ERK.
Los ratones con el gen transgénico Knock-out que carecen del MAPK1, tienen defectos importantes en el desarrollo temprano. La deleción condicional de la MAPK1 en células B demostró el papel de las MAPK1 en la producción de anticuerpos que dependen de los linfocitos T. Una ganancia de la función dominante mutante de la MAPK1 en ratones transgénicos demostró el papel de la MAPK1 en el desarrollo de los linfocitos T. La inactivación condicional de MAPK en las células progenitoras neurales del córtex en desarrollo, lleva a la reducción del espesor cortical y a una menor proliferación de las células progenitoras neurales.

## Proteína cinasa 3 activada por mitógenos
La proteína cinasa 3 activada por mitógenos (MAPK3) se conoce también por cinasa 1 regulada por señal extracelular (ERK1). Los ratones con el gen transgénico Knock-out, que carecen del MAPK3, son viables y se piensa que la MAPK1 puede realizar algunas funciones de la MAPK3 en la mayoría de las células. La excepción principal se halla en los linfocitos T. Los ratones que carecen de MAPK3 tienen un desarrollo menor de los linfocitos T, más allá del estadio CD4 y CD8.

## Trascendencia clínica
La activación de la vía ERK1/2 por una señalización anormal del RAS/RAF, el daño al ADN y el estrés oxidativo, propicia la senescencia celular. Las dosis bajas de daño al ADN que resultan de la terapia contra el cáncer causan que el ERK1/2 provoque la senescencia, mientras que las dosis más altas de daño al ADN no logran activar el ERK1/2, y, por tanto, provocan la muerte celular por apoptosis.